# 11852 Shoumen
11852 Shoumen (1988 RD) là một tiểu hành tinh vành đai chính được phát hiện ngày 10 tháng 9 năm 1988 by Prof. DSc V. G. Shkodrov và Assoc. Prof. Dr. V. G. Ivanova ở Rozhen Observatory.